# Sarah Crossan
Sarah Crossan (Dublino, 4 gennaio 1981) è una scrittrice irlandese.

## Biografia
Nata nel 1981 a Dublino, vive e lavora con il marito e la figlia a New York.
Laureata in filosofia e letteratura all'Università di Warwick, dove ha conseguito un master in scrittura creativa nel 2003, nel 2010 ha ottenuto un Edward Albee Fellowship prima d'insegnare drammaturgia e inglese all'Università di Cambridge.
Ha esordito nel 2011 con The Weight of Water e in seguito ha pubblicato altri 6 romanzi tradotti in più di 20 lingue e opzionati per il cinema e la televisione.
Dopo essere arrivata in finale due volte con l'opera d'esordio nel 2013 e con Apple e Rain nel 2015, l'anno successivo ha vinto la prestigiosa Carnegie Medal grazie al romanzo scritto in versi liberi One.

## Opere principali

### Romanzi
- The Weight of Water (2011)
- Breathe (2012)
- Resist (2013)
- Apple e Rain (Apple and Rain, 2014), Milano, Feltrinelli, 2016 traduzione di Luisa Agnese Dalla Fontana ISBN 978-88-07-91022-7.
- One (2015), Milano, Feltrinelli, 2017 traduzione di Alessandro Peroni ISBN 978-88-07-91032-6.
- We Come Apart scritto con Brian Conaghan (2017)
- Moonrise (2017)
- Swimming Pool (2018)
- Toffee (2019)
- Vero e mio e segreto e doloroso (Here is the Beehive, 2020), Milano, Mondadori, 2021 traduzione di Elena Dal Pra ISBN 978-88-04-72241-0.

## Premi e riconoscimenti
- Carnegie Medal: 2016 per One
- Prix Sainte-Beuve des collégiens: 2019 per One